# Jurij Ušakov
Jurij Nikitovič Ušakov (in russo Юрий Никитович Ушаков?; Mosca, 22 maggio 1920 – Mosca, 31 marzo 1983) è stato un cestista sovietico.

## Carriera
Con l'Unione Sovietica ha disputato i Campionati europei del 1947.